# Kol Bibë Mirakaj
Kolë Bibë Mirakaj (Iballe, 5 dicembre 1899 – New York, 17 maggio 1968) è stato un insegnante e politico albanese che collaborò con gli italiani in seguito all'invasione italiana dell'Albania nel 1939, fondando il Partito Fascista Albanese e la Milizia fascista albanese, e ricoprendo alcune cariche politiche nel 1943.

## Biografia
Kolë Bibë Mirakaj nacque il 5 dicembre 1899 a Iballe. Frequentò dapprima le scuole a Scutari e poi ad Elbasanit.
Tra il 1917 e il 1924 svolse la professione di insegnante. Nel 1924, durante il governo di Fan Noli, fu sindaco del comune di Nikaj Merturi. Nel novembre-dicembre 1926 partecipò come luogotenente delle forze ribelli alla rivolta di Dukagjin, che fu repressa dall'esercito nazionale. Il 19 febbraio 1927, il tribunale politico istituito per punire i partecipanti alla rivolta, insieme ad altri coinvolti, lo condannò a morte in contumacia. Fuggì in Jugoslavia dove visse come immigrato politico. Nel giugno 1932 rientrò in Albania dopo un'amnistia e riprese a lavorare come insegnante.
Dopo l'occupazione dell'Albania da parte dell'Italia fascista nell'aprile 1939, decise di collaborare con le forze occupanti e si iscrisse al Partito Fascista come ufficiale della milizia. Il 12 aprile 1939 fu membro dell'Assemblea Costituente, per la consegna della corona d'Albania al Re d'Italia, Sua Maestà Vittorio Emanuele III. Tra il 1939 ed il 1941 fu sottosegretario del Partito fascista albanese, secondo nella gerarchia del partito dopo il segretario Tefik Mborja. Nel 1941 partecipò con la milizia fascista albanese, a fianco del Regio Esercito, alla guerra contro il Montenegro, dove rimase ferito. Nel 1942 divenne ministro e segretario del Partito Fascista Albanese, e nel 1943 fu nominato ministro dell'interno nel governo Bushati. L'8 luglio 1943 ordinò a tutte le prefetture di non opporre resistenza in caso di occupazione tedesca.
Sotto l'amministrazione tedesca nel biennio 1943-1944, fu escluso da ogni alta carica civile e militare, e venne accusato di aver collaborato con gli occupanti italiani, guidando poi la milizia albanese a fianco dei carabinieri e dell'OVRA contro il movimento di liberazione albanese.
Lasciò l'Albania alla vigilia della liberazione. Nel 1946 si rifugiò a Roma, mentre i suoi fratelli Pal e Pashuk parteciparono alla resistenza in patria. Solo Pal poté infine andare in esilio, mentre Pashuk fu ucciso. Durante il periodo trascorso in Italia, Mirakaj collaborò con le Nazioni Unite per consentire il ricovero di molti profughi albanesi nei paesi dell'Europa occidentale e negli Stati Uniti. Mirakaj in seguito si trasferì a New York e morì lì il 17 marzo 1968.